# Lacaille 9352
Lacaille 9352 (také známá jako GJ 887) je červený trpaslík nacházející se v souhvězdí Jižní ryby (Piscis Austrinus). S hvězdnou velikostí 7,34 není viditelná pouhým okem. Nachází se ve vzdálenosti přibližně 10,74 světelných let od Země, což ji řadí mezi nejbližší hvězdné systémy ke Slunci. Lacaille 9352 je nejbližší hvězdou v tomto souhvězdí.

## Charakteristika
Tento červený trpaslík spadá do spektrální třídy M0.5V, což odpovídá hvězdám na hlavní posloupnosti. Hvězda má přibližně 48 % hmotnosti Slunce a její poloměr dosahuje 47 % slunečního poloměru. Povrchová teplota Lacaille 9352 činí asi 3672 K. Hvězda má relativně nízkou metalicitu −0,22, což znamená, že obsahuje méně těžších prvků než Slunce.
Lacaille 9352 se vyznačuje výrazným vlastním pohybem, který činí 6,9 úhlových sekund za rok, což je jeden z nejvyšších známých vlastních pohybů mezi hvězdami. Před přibližně 2700 lety se Lacaille 9352 nacházela nejblíže Slunci, přibližně 10,63 světelných let.

## Planetární systém
V roce 2020 byly objeveny dvě planety obíhající kolem této hvězdy. Planety, pojmenované Lacaille 9352 b a Lacaille 9352 c, jsou superzemě s hmotnostmi odpovídajícími 4,2násobku a 7,6násobku hmotnosti Země. Oběžné dráhy těchto planet mají periody 9,26 a 21,79 dní. Kromě toho byl identifikován třetí signál s periodou kolem 50,7 dní, který může naznačovat existenci další planety. Tato planeta by se mohla nacházet v obyvatelné zóně, avšak signál může být také důsledkem hvězdné aktivity.
| Název                         | Hmotnost (M⊕) | Oběžná doba (dny) | Velká poloosa (AU) | Výstřednost | Poznámky                |
| ----------------------------- | ------------- | ----------------- | ------------------ | ----------- | ----------------------- |
| Lacaille 9352 b               | ≥ 4,2         | 9,26 ± 0,001      | 0,068 ± 0,002      | 0,09 ± 0,06 | Superzemě               |
| Lacaille 9352 c               | ≥ 7,6         | 21,79 ± 0,004     | 0,120 ± 0,004      | 0,22 ± 0,10 | Superzemě               |
| Lacaille 9352 d (hypotetická) | ~8,3          | ~50,7             | ~0,21              | 0,25 ± 0,15 | Možná v obyvatelné zóně |

## Význam
Díky své blízkosti k Zemi a relativně vysoké jasnosti je Lacaille 9352 jedním z nejdůležitějších červených trpaslíků pro výzkum exoplanet. Poskytuje výborné podmínky pro podrobnou analýzu vlastností planetárních systémů, včetně možností zkoumání atmosfér exoplanet.